# Pietro II Candiano
Pietro II Candiano var den traditionellt sett nittonde dogen av Republiken Venedig. Han var son till Pietro I Candiano som dött i strid 887 efter mindre än ett år på tronen. Pietro II Candiano regerade i sju år mellan 932 och 939. 
Candiano inledde en expansion på det italienska fastlandet år 932, och drogs då bland annat in i ett bittert krig med Istrien. Han brände också ned Venedigs granne och rival Comacchio efter en diplomatisk incident. Candianos son, Pietro III Candiano, efterträdde sin far bara några år senare.